# Voiteur
Voiteur – miejscowość i gmina we Francji, w regionie Burgundia-Franche-Comté, w departamencie Jura.
Według danych na rok 1990 gminę zamieszkiwały 713 osoby, a gęstość zaludnienia wynosiła 76 osób/km² (wśród 1786 gmin Franche-Comté Voiteur plasuje się na 230. miejscu pod względem liczby ludności, natomiast pod względem powierzchni na miejscu 472.).